# مجموعه تپه‌های یومری
مجموعه تپه‌های یومری مربوط به سده ۹ تا ۱۳ ق است و در شهرستان درگز، ۲۰۰ متری جنوب روستای صفرقلعه واقع شده و این اثر در تاریخ ۱۶ اسفند ۱۳۸۴ با شمارهٔ ثبت ۱۴۳۱۷ به‌عنوان یکی از آثار ملی ایران به ثبت رسیده‌است.